# Делькруа, Ханнес
Ханнес Делькруа (нидерл. Hannes Delcroix; 28 февраля 1999 года, Республика Гаити) — бельгийский футболист, центральный защитник английского клуба «Бернли», на правах аренды выступающий за «Суонси Сити». Выступал в сборной Бельгии.

## Карьера
Делькруа родился на Гаити, однако ещё в детстве вместе с родителями переехал в Калмтаут. Является воспитанником академии «Андерлехта». С сезона 2016/2017 привлекался к тренировкам с основной командой. Выступал за молодёжную команду. 25 января 2017 года подписал с клубом трёхлетний контракт.
Профессиональный дебют состоялся только в сезоне 2018/2019. 5 августа 2018 года он вышел на поле в Лиге Жюпиле в поединке против «Остенде», заменив после перерыва Антонио Милича. В июле 2019 года перешёл на правах аренды в нидерландский «Валвейк».
Также Делькруа являлся игроком юношеских сборных Бельгии различных возрастов, был капитаном команд. Участник Чемпионата Европы по футболу 2016 среди юношей до 17 лет. На турнире сыграл все четыре встречи.